# Сакрамуло
Сакрамуло (груз. საკრამულო) — село в Грузії.
За даними перепису населення 2014 року в селі проживає 216 осіб.